# Tribunal Suprem d'Espanya
El Tribunal Suprem és l'òrgan constitucional de l'Estat espanyol que culmina l'organització del poder judicial a l'estat. Té la seu a Madrid i és superior en tots els ordres, exceptuant el que està disposat en matèria de garanties constitucionals. El Tribunal Suprem és el tribunal d'última instància (final) en tots els casos i les seves decisions només poden ser deixades sense efecte quan el Tribunal Constitucional, en aquelles matèries en què és competent, sentencia que els drets i llibertats inclosos a la Constitució en serien afectades. En tots els altres casos, la majoria, no és possible apel·lar o recórrer una decisió ferma del Tribunal Suprem. No obstant això, en l'àmbit penal el Rei d'Espanya pot deixar sense efecte fins i tot les condemnes imposades o ratificades pel Tribunal Suprem, en exercici del dret de gràcia que la Constitució reconeix, a proposta del Consell de Ministres.
El Tribunal coneix i decideix els processos de responsabilitat civil o penal contra el President i els Ministres del Govern de la Nació, els Senadors i Diputats de les Corts Generals, President i Magistrats del mateix Tribunal Suprem i Vocals del Consell General del Poder Judicial, President i Magistrats del Tribunal Constitucional i altres integrants d'altes institucions de l'Estat i de les comunitats autònomes. Així mateix, coneix i decideix els processos d'il·legalització de partits polítics, a instància exclusiva del Ministeri Fiscal o del Govern, requerit a això pel senat o el Congrés dels Diputats.
També coneix i decideix els recursos ordinaris i extraordinaris prevists per la Llei contra les resolucions dels tribunals inferiors. Finalment, coneix i decideix els altres processos que la Constitució o la Llei reserven a la seva competència.
Està format per cinc sales jurisdiccionals (Civil, Penal, Contenciós-administratiu, Social i Militar).

## Història
Des dels inicis de l'Estat Modern que es coneix com a Espanya, l'administració de justícia ha estat sempre en mans del monarca, qui administrava la justícia i legislava en l'àmbit penal. No és fins entrat el segle xviii, amb l'arribada de la Il·lustració i les seves idees, moltes d'elles relacionades amb la separació de poders, que apareix la idea d'un tribunal independent que administri justícia.

### Constitució de 1812: Creació
Aquesta idea no es plasma a Espanya fins a la Constitució de 1812, on es van plantar les actuals bases del Tribunal Suprem. En l'informe de la Comissió encarregada de la formació del Projecte constitucional, van ser consignats els propòsits que conduirien a la seva creació: apartar els assumptes governatius dispersos en els diferents Organisme suprems, portant-los al Consell d'Estat; procurar que, en cap cas, fossin els magistrats distrets del seu august ministeri i conservar separades les facultats pròpies i característiques de la potestat judicial.
En l'apartat XVl d'aquell dictamen memorable, es va raonar la creació del Tribunal Suprem: 
| « | Delegada por la Constitución a los Tribunales, la potestad de aplicar las leyes, es indispensable establecer, para que haya sistema, un centro de autoridad en que vengan a reunirse todas las ramificaciones de la potestad judicial. Por lo mismo, se establece en la Corte un Supremo Tribunal de Justicia, que constituirá este centro común. Sus principales atributos deben ser los de la inspección suprema sobre todos los Jueces y Tribunales encargados de la administración de Justicia | » |

Promulgada i jurada la Constitució el 19 de març de 1812, el 17 d'abril següent, per Decret quedar instaurat el Tribunal Suprem, encara que la guerra de la independència i el setge de la ciutat de Cadis van impedir l'eficàcia de la nova estructuració constitucional de la justícia.
Amb el replegament de les tropes franceses, es van traslladar a Madrid les Corts de Cadis, ja amb el caràcter d'ordinàries, reunint-se el dia 15 de gener de 1814 al Teatre anomenat de los Caños del Peral i seguint la seva tasca reformadora, van aprovar el Reglament del Suprem Tribunal de Justícia per Decret de 13 de març de 1814, que no va tenir vigència alguna per la inestabilitat de la situació política i perquè el primer acte de govern del Rei Ferran VII "el Desitjat", en tornar de l'exili, va ser la derogació de la Constitució i de tots els decrets de les Corts, per l'anomenat Manifest de València de 4 de maig de 1814. Això va significar la volta als consells reials i la confusió dels poders administratius i judicial com emanats de l'Absolutisme.

### Trienni Constitucional: Retorn del Tribunal
Al Trienni Constitucional, es va obligar a Ferran VII a jurar la Constitució de 1812 i convocar Corts unicamerals que van desenvolupar una tasca legislativa paral·lela a les Corts de Cadis. Van ser abolits durant aquest període els antics Consells de la Corona i restablert el Suprem Tribunal de Justícia.
En 1823 amb la caiguda de nou del constitucionalisme, Ferran VII declara, mitjançant Reial Decret d'1 d'octubre, nuls tots els actes de govern emesos des del 7 de març de 1820, restablint el Consell de Castella, fins que el 1834, la Reina Isabel II suprimeix els antics Consells d'Espanya i d'Índies, i instaura per Reial Decret de 24 de març el Tribunal Suprem. Aquest es va compondre de tres Sales, una d'elles encarregada dels assumptes d'ultramar, va rebre el nom de Tribunal Suprem d'Espanya i Índies, i les altres dues, es van designar com el Tribunal Suprem de Guerra i Marina i el Tribunal Suprem d'Hisenda, desapareixent així definitivament el Consell de Castella.

### Regnat d'Isabel II
El 26 de setembre de 1835 el Reglament Provisional per a l'Administració de Justícia divideix el Tribunal Suprem d'Espanya i Índies en tres Sales, dos per a la Península i Illes adjacents i una tercera per a ultramar, compostes per quinze magistrats, alternant entre si anualment els de les dues primeres Sales. Aquest Reglament va afavorir la unitat del procediment, acabant amb les pràctiques i costums de cada tribunal, imposant-tràmits gratuïts en detriment dels aranzels, es retalla l'abusiu arbitri judicial, sobretot en els de penal, intensificant la inspecció en els diferents graus de la administració, i agreujant el treball dels magistrats en elevar el nombre de vots necessaris per dictar sentències.
Prossegueix de mica en mica la regulació d'aquest tribunal durant els següents anys, així, una Real Ordre, no publicada, de 15 d'agost de 1836 canvia el nom del Tribunal Suprem d'Espanya i Índies pel de Tribunal Suprem de Justícia, nom que li donava la Constitució de 1812.
Entre el període de 1840 a 1858, no transcorre un sol any sense que es dicti alguna disposició sobre l'organització del Tribunal, figurant entre les més interessants la Llei de 16 de juny 1841 que acaba amb els privilegis dels Tribunals de Navarra, quedant subordinats al Tribunal Suprem. En 1854 per Reial Decret de 17 de gener es suprimeix la Sala d'Índies ordenant repartir els seus assumptes entre les altres dues Sales, però va ser immediatament restablerta fins a la Llei Provisional de 1870.
En 1863, es van elevar al Govern tres projectes: el de reforma de la Cassació Civil, pel que fa al tramiti d'admissió del recurs; el d'establiment del recurs de cassació en el Criminal i per acabar, el de reorganització del mateix Tribunal Suprem, amb un President, cinc Vicepresidents i trenta-un magistrats dividits en cinc Sales: Sala d'admissió en el Civil, Sala d'admissió en el Criminal, Sala Primera, Segona i Tercera. Integren la sala de govern, el president del Tribunal Suprem, els cinc vicepresidents i el fiscal. Desapareixen en aquest últim projecte la Sala d'Índies i s'acumulen els càrrecs de relators i escrivans en el de secretaris de sala.
El Decret de 13 d'octubre de 1868 que va remet a la jurisdicció ordinària del Tribunal Suprem el coneixement dels assumptes contenciosos administratius, creant una Sala perquè entengués d'ells i suprimeix la Secció Contenciosa del Consell d'Estat, que era la que vènia coneixent d'ells.
El Decret-Llei de 6 de desembre del mateix any, que suprimeix els furs especials retornant a la jurisdicció ordinària les causes civils i criminals que coneixien els Tribunals eclesiàstics, i refon al Suprem el Tribunal de les ordes militars, que molt més endavant tornaria a tenir la seva pròpia jurisdicció, i acaba amb els Tribunals de Comerç i Hisenda.

### Segona República espanyola
Amb la República, per Decret de 6 de maig de 1931 es va reorganitza el Tribunal Suprem en cinc Sales: Primera: per civil; Segona: per Criminal; Tercera i Quarta: per Contenciós-Administratiu; i Cinquena: per Social. La Constitució de 1931 crea una Sala Sisena de Justícia militar, assumint les competències del Consell Suprem de Guerra i Marina.

### Època democràtica: Constitució de 1978
L'actual Constitució de 1978 dedica el seu Títol VI al poder judicial i el seu article 123 al Tribunal Suprem reconeixent com l'òrgan jurisdiccional superior en tots els ordres, amb jurisdicció a tot Espanya, sent el seu President nomenat pel Rei, a proposta del Consell General del Poder Judicial, en la forma que determini la llei.
El 15 de desembre de 2009 fou condemnat pel Tribunal Europeu de Drets Humans per haver violat l'article 6.1 de la Convenció Europea de Drets Humans, que determina el dret a ser escoltat de manera equitativa en un termini raonable per un tribunal independent. La sentència es produí arran de la denúncia presentada per un veí de Bocairent (Vall d'Albaida), que va haver d'esperar quatre anys al pronunciament del Tribunal Suprem sobre un recurs, que fou finalment denegat per manca d'informació, presentat contra certes mesures urbanístiques adoptades a la seva localitat.

## Presidència
- Ramón Posada y Soto (1812-1814)
- Antonio Cano Manuel y Ramírez de Arellano (1820-1823)
- José Hevia y Noriega (1834)
- Vicente Cano Manuel y Ramírez de Arellano (1834-1838)
- Francisco Fernández del Pino (1838-1840)
- José María Calatrava Peinado (1840-1843)
- Nicolás María Garelli Batiffora (1843-1850)
- José María Manescau Saborío (1850)
- Lorenzo Arrazola García (1a vegada) (1851-1853)
- Francisco Olabarrieta y Urquijo (1853-1854)
- José Alonso Ruiz-Conejares (1854-1855)
- Claudio Antón de Luzuriaga (1855-1856)
- Lorenzo Arrazola García (2a vegada) (1856-1864)
- Ramón López Vázquez (1864-1868)
- Joaquín Aguirre de la Peña (1868-1869)
- Pedro Gómez de la Serna (1869-1871)
- Cirilo Álvarez Martínez (1872-1878)
- Fernando Calderón Collantes (1879-1882)
- Eduardo Alonso Colmenares (1882-1888)
- Eugenio Montero Ríos (1888)
- Hilario Igón y del Royst (1889-1892)
- Emilio Bravo Romero[5][6] (1892-1893)
- Juan Francisco Bustamante Martínez (1894-1895)
- Santos de Isasa y Valseca (1895-1901)
- Eduardo Martínez del Campo (1901-1909)
- José de Aldecoa y Villasante (1910-1917)
- José Ciudad y Aurioles (1917-1923)
- Buenaventura Muñoz y Rodríguez (1923-1924)
- Andrés Tornos y Alonso (1924-1926)
- Rafael Bermejo Ceballos-Escalera (1926-1929)[7][8]
- Francisco García Goyena y Alzugaray (1929-1930)
- Antonio Marín de la Bárcena (1930)
- José María Ortega Morejón (1930-1931)
- Diego Medina y García (1931-1936)
- Mariano Gómez González (1936-1939)
- Felipe Clemente de Diego (1938) (1939-1945)
- José Castán Tobeñas (1945-1967)
- Francisco Ruiz-Jarabo y Baquero (1968-1973)
- Valentín Silva Melero (1973-1977)
- Ángel Escudero del Corral (1977-1980)
- Federico Carlos Sainz de Robles y Rodríguez (1980-1985)
- Antonio Hernández Gil (1985-1990)
- Pascual Sala Sánchez (1990-1996)
- Javier Delgado Barrio (1996-2001)
- Francisco José Hernando Santiago (2001-2008)
- Carlos Dívar Blanco (2008-2012)
- Gonzalo Moliner Tamborero (2012-2013)
- Carlos Lesmes Serrano (2013-2022)[9]
- María Isabel Perelló Doménech (des del 6 de setembre de 2024)[10]

## Membres
El Tribunal Suprem està compost pels següents magistrats:
- Ana María Ferrer García (en substitució de Carlos Granados Pérez)
- Andrés Palomo del Arco (en substitució de Perfecto Agustín Andrés Ibáñez)

## Justícia en català
El 16 de desembre de 2009, l'alt tribunal acceptà per primera vegada a la història una instància (recurs de cassació) presentada exclusivament en llengua catalana. Fins al moment, tot recurs presentat en català era rebutjat i l'advocat que el signava instat a adjuntar-hi una còpia traduïda al castellà en un període no superior a deu dies.
El recurs fou presentat el juliol de 2009 per Sixte Garganté, lletrat dels serveis jurídics de Comissions Obreres, contra una sentència de la sala social del Tribunal Superior de Justícia de Catalunya (TSJC), i fou rebutjat per no complementar una còpia en castellà. La decisió va ser recorreguda i se li donà la raó en el sentit que la traducció anés a càrrec del tribunal. Els fonaments jurídics de la resolució versaren en les disposicions de la Llei Orgànica del Poder Judicial (LOPJ) i la Llei d'Enjudiciament Civil (LEC) referides a la plena validesa i eficàcia dels documents aportats, però sobretot en l'articulat de la Carta Europea de les Llengües Regionals o Minoritàries, norma amb rang de llei a l'Estat espanyol des de 2001. La Carta Europea proclama el dret de la ciutadania a comparèixer davant d'un tribunal expressant-se en la seva llengua regional o minoritària sense incórrer per això en despeses addicionals, com ara la traducció complementària. Destacà la inclusió de l'article 33.5 de l'Estatut d'Autonomia de Catalunya, que proclama el dret dels catalans a relacionar-se per escrit en català amb els òrgans constitucionals i jurisdiccionals d'àmbit estatal, com a eina de reforç de la sentència car que la vigència constitucional de l'esmentat text estatutari estava en dubte pel Tribunal Constitucional, un cop ja promulgat.